# Конш сир Гондоар
Конш сир Гондоар (фр. Conches-sur-Gondoire) насеље је и општина у Француској у региону Париски регион, у департману Сена и Марна која припада префектури Торси.
По подацима из 2011. године у општини је живело 1735 становника, а густина насељености је износила 1 129 становника/km². Општина се простире на површини од 1,52 km². Налази се на средњој надморској висини од | метара (максималној 111 m, а минималној 69 m).

## Демографија
| 1962. | 1968. | 1975. | 1982. | 1990. | 1999. | 2011. |
| ----- | ----- | ----- | ----- | ----- | ----- | ----- |
| 307   | 471   | 1 234 | 1 750 | 1.790 | 1.716 | 1.735 |

График промене броја становника у току последњих година